# 延笃
延篤（？—167年），字叔坚，一字叔固，南阳犨（今河南鲁山东南）人。

## 生平
生年不詳。早年隨唐溪典、马融受業，博通经傳以及百家之言，能寫文章，在京师很有名聲。顺帝时，举孝廉，为平阳侯相。桓帝时，以博士徵用，再拜议郎，連同边韶、朱穆共著作东观。累迁京兆尹（首都市長），为政宽仁。後遭党事禁锢，放歸，汉桓帝永康元年（167年）卒于家。
卢弼认为范晔《后汉书·曹腾传》、裴松之《三国志注》引司马彪《续汉书》等提到的公卿“南阳延固”就是延笃，因郡望相同，笃、固音也相近。胡玉缙怀疑“笃”字犯了裴松之家讳，故裴松之作《三国志注》时取延笃表字中的“固”字，称之为延固，与曹魏为避讳曹操而将东汉人杜操字伯度称作杜度是一个道理。

## 延伸阅读
[在维基数据编辑]
 《後漢書·卷64》，出自范晔《後漢書》